# Тінка
Тінка (рум. Tinca) — село у повіті Біхор в Румунії. Адміністративний центр комуни Тінка.
Село розташоване на відстані 415 км на північний захід від Бухареста, 32 км на південь від Ораді, 126 км на захід від Клуж-Напоки, 125 км на північний схід від Тімішоари.

## Населення
За даними перепису населення 2002 року у селі проживали 4222 особи.
Національний склад населення села:
| Національність   | Кількість осіб | Відсоток |
| ---------------- | -------------- | -------- |
| румуни           | 2579           | 61,1%    |
| угорці           | 877            | 20,8%    |
| цигани           | 748            | 17,7%    |
| росіяни-липовани | 8              | 0,2%     |

Рідною мовою назвали:
| Мова      | Кількість осіб | Відсоток |
| --------- | -------------- | -------- |
| румунська | 2626           | 62,2%    |
| угорська  | 873            | 20,7%    |
| циганська | 716            | 17,0%    |